# Ectinorhynchus scutellus
Ectinorhynchus scutellus är en tvåvingeart som beskrevs av Mann 1933. Ectinorhynchus scutellus ingår i släktet Ectinorhynchus och familjen stilettflugor. Inga underarter finns listade i Catalogue of Life.